# 薩爾溫裂峽魮
薩爾溫裂峽魮（学名：Hampala salweenensis）为輻鰭魚綱鯉形目鲤科的其中一種，分布於亞洲薩爾溫江流域，本魚體呈紡錘型，體色為橘色，尾鰭叉形，上下葉邊緣黑色，體側具3個黑色斑塊，一個在鰓蓋後方，一個在體中央，另一個在尾柄處，側線明顯，體被大鱗片。